# Llista de monuments del Pont de Vilomara i Rocafort
Llista de monuments del Pont de Vilomara i Rocafort inclosos en l'Inventari del Patrimoni Arquitectònic Català per al municipi del Pont de Vilomara i Rocafort (Bages). Inclou els inscrits en el Registre de Béns Culturals d'Interès Nacional (BCIN) amb la classificació de monuments històrics i els Béns Culturals d'Interès Local (BCIL) de caràcter arquitectònic.
| Monument                                                     | Protecció    | Estil/època                | Localització                                                           | Coordenades                                          | Codi?         | Imatge |
| ------------------------------------------------------------ | ------------ | -------------------------- | ---------------------------------------------------------------------- | ---------------------------------------------------- | ------------- | --- |
| Església de Santa Maria de Matadars, Santa Maria del Marquet | BCIN 163-MH  | Preromànic, romànic X-XI   | El Pont de Vilomara i Rocafort                                         | 41° 41′ 34″ N, 1° 52′ 23″ E / 41.692888°N,1.873053°E | RI-51-0000434 | Església de Santa Maria de Matadars (el Pont de Vilomara i Rocafort) · Vegeu més fotos d'aquest monument · Carregueu una nova foto d'aquest monument            |
| Castell de Rocafort                                          | BCIN 1288-MH | XI-XIV                     | El Pont de Vilomara i Rocafort                                         | 41° 42′ 59″ N, 1° 55′ 31″ E / 41.716389°N,1.925278°E | RI-51-0005596 | Castell de Rocafort (el Pont de Vilomara i Rocafort) · Vegeu més fotos d'aquest monument · Carregueu una nova foto d'aquest monument                            |
| Capella de Santa Magdalena del Pla                           |              | Romànic XII                | El Pont de Vilomara i Rocafort Dins del cementiri del Pont de Vilomara | 41° 42′ 15″ N, 1° 52′ 19″ E / 41.704122°N,1.871899°E | IPA-16919     | Capella de Santa Magdalena del Pla (el Pont de Vilomara i Rocafort) · Vegeu més fotos d'aquest monument · Carregueu una nova foto d'aquest monument             |
| Església de Santa Maria de Rocafort                          |              | Romànic Medieval-XVI, XVII | El Pont de Vilomara i Rocafort Pl. de l'Església                       | 41° 43′ 01″ N, 1° 56′ 11″ E / 41.716972°N,1.936458°E | IPA-16920     | Església de Santa Maria de Rocafort (el Pont de Vilomara i Rocafort) · Vegeu més fotos d'aquest monument · Carregueu una nova foto d'aquest monument            |
| Capella de Sant Pere d'Oristrell                             |              | Obra popular XIII          | El Pont de Vilomara i Rocafort Prop del mas Oristrell                  | 41° 42′ 33″ N, 1° 54′ 22″ E / 41.709141°N,1.906131°E | IPA-16922     | Carregueu una nova foto d'aquest monument |
| Tines: Bleda 1                                               | BCIL 2006    | Obra popular XIX           | El Pont de Vilomara i Rocafort                                         | 41° 42′ 09″ N, 1° 53′ 48″ E / 41.70246°N,1.89653°E   | IPA-36221     | Tines: Bleda 1 (el Pont de Vilomara i Rocafort) · Vegeu més fotos d'aquest monument · Carregueu una nova foto d'aquest monument                                 |
| Tines: Bleda 2, o tines d'en Tosques                         | BCIL 2006    | Obra popular XIX           | El Pont de Vilomara i Rocafort                                         | 41° 42′ 07″ N, 1° 53′ 50″ E / 41.70186°N,1.89721°E   | IPA-36222     | Tines: Bleda 2 (el Pont de Vilomara i Rocafort) · Vegeu més fotos d'aquest monument · Carregueu una nova foto d'aquest monument                                 |
| Tines: l'Escudelleta                                         | BCIL 2006    | Obra popular XIX           | El Pont de Vilomara i Rocafort                                         | 41° 42′ 02″ N, 1° 54′ 17″ E / 41.700656°N,1.904601°E | IPA-36256     | Tines: l'Escudelleta (el Pont de Vilomara i Rocafort) · Vegeu més fotos d'aquest monument · Carregueu una nova foto d'aquest monument                           |
| Tines: d'en Ricardo                                          | BCIL 2006    | Obra popular XIX           | El Pont de Vilomara i Rocafort                                         | 41° 42′ 04″ N, 1° 54′ 41″ E / 41.701089°N,1.911324°E | IPA-36257     | Tines: d'en Ricardo (el Pont de Vilomara i Rocafort) · Vegeu més fotos d'aquest monument · Carregueu una nova foto d'aquest monument                            |
| Tines: Camí del Flequer 1                                    | BCIL 2006    | Obra popular XIX           | El Pont de Vilomara i Rocafort                                         | 41° 42′ 04″ N, 1° 54′ 41″ E / 41.701001°N,1.911506°E | IPA-36258     | Carregueu una nova foto d'aquest monument |
| Tines: Camí del Flequer 2                                    | BCIL 2006    | Obra popular XIX           | El Pont de Vilomara i Rocafort                                         | 41° 42′ 04″ N, 1° 54′ 49″ E / 41.701208°N,1.913511°E | IPA-36259     | Tines: Camí del Flequer 2 (el Pont de Vilomara i Rocafort) · Vegeu més fotos d'aquest monument · Carregueu una nova foto d'aquest monument                      |
| Tines: Camí del Flequer 3                                    | BCIL 2006    | Obra popular XIX           | El Pont de Vilomara i Rocafort                                         | 41° 42′ 04″ N, 1° 54′ 50″ E / 41.701104°N,1.913940°E | IPA-36260     | Tines: Camí del Flequer 3 (el Pont de Vilomara i Rocafort) · Vegeu més fotos d'aquest monument · Carregueu una nova foto d'aquest monument                      |
| Tines: Lluca                                                 | BCIL 2006    | Obra popular XIX           | El Pont de Vilomara i Rocafort                                         | 41° 41′ 38″ N, 1° 53′ 48″ E / 41.693872°N,1.896683°E | IPA-36261     | Carregueu una nova foto d'aquest monument |
| Tines: Ratapinyades                                          | BCIL 2006    | Obra popular XIX           | El Pont de Vilomara i Rocafort                                         | 41° 41′ 32″ N, 1° 53′ 59″ E / 41.6921°N,1.89975°E    | IPA-36262     | Carregueu una nova foto d'aquest monument |
| Tines: de l'Olla                                             | BCIL 2006    | Obra popular XIX           | El Pont de Vilomara i Rocafort                                         | 41° 41′ 41″ N, 1° 54′ 43″ E / 41.69477°N,1.91202°E   | IPA-36264     | Carregueu una nova foto d'aquest monument |
| Tines: Balmes Roges                                          | BCIL 2006    | Obra popular XIX           | El Pont de Vilomara i Rocafort                                         | 41° 41′ 34″ N, 1° 55′ 10″ E / 41.692662°N,1.919386°E | IPA-36267     | Tines: Balmes Roges (el Pont de Vilomara i Rocafort) · Vegeu més fotos d'aquest monument · Carregueu una nova foto d'aquest monument                            |
| Tines: Companyo                                              | BCIL 2006    | Obra popular XIX           | El Pont de Vilomara i Rocafort                                         | 41° 41′ 17″ N, 1° 55′ 32″ E / 41.68792°N,1.92552°E   | IPA-36268     | Carregueu una nova foto d'aquest monument |
| Tines: Camí del Companyo                                     | BCIL 2006    | Obra popular XIX           | El Pont de Vilomara i Rocafort                                         | 41° 41′ 10″ N, 1° 55′ 35″ E / 41.68607°N,1.92634°E   | IPA-36269     | Carregueu una nova foto d'aquest monument |
| Tines: Boines                                                | BCIL 2006    | Obra popular XIX           | El Pont de Vilomara i Rocafort                                         | 41° 41′ 12″ N, 1° 55′ 50″ E / 41.68661°N,1.93057°E   | IPA-36271     | Carregueu una nova foto d'aquest monument |
| Tines: Can Padre                                             | BCIL 2006    | Obra popular XIX           | El Pont de Vilomara i Rocafort                                         | 41° 40′ 52″ N, 1° 54′ 36″ E / 41.681143°N,1.909870°E | IPA-36272     | Carregueu una nova foto d'aquest monument |
| Tines: la Pedrera                                            | BCIL 2006    | Obra popular XIX           | El Pont de Vilomara i Rocafort                                         |                                                      | IPA-36273     | Carregueu una nova foto d'aquest monument |
| Tines: Oliva                                                 | BCIL 2006    | Obra popular XIX           | El Pont de Vilomara i Rocafort                                         | 41° 40′ 54″ N, 1° 54′ 17″ E / 41.681797°N,1.904786°E | IPA-36274     | Carregueu una nova foto d'aquest monument |
| Tines: Juan Arnau e Hijo                                     | BCIL 2006    | Obra popular XX Inici      | El Pont de Vilomara i Rocafort                                         | 41° 42′ 46″ N, 1° 54′ 21″ E / 41.71267°N,1.90592°E   | IPA-36275     | Carregueu una nova foto d'aquest monument |
| Tines: Solanes                                               | BCIL 2006    | Obra popular XIX           | El Pont de Vilomara i Rocafort                                         | 41° 43′ 20″ N, 1° 52′ 54″ E / 41.72228°N,1.8817°E    | IPA-36276     | Tines: Solanes (el Pont de Vilomara i Rocafort) · Vegeu més fotos d'aquest monument · Carregueu una nova foto d'aquest monument                                 |
| Tines: Resclosa del Ventaiol                                 | BCIL 2006    | Obra popular XIX           | El Pont de Vilomara i Rocafort                                         |                                                      | IPA-36277     | Carregueu una nova foto d'aquest monument |
| Tines: Camí de Sant Esteve                                   | BCIL 2006    | Obra popular XIX           | El Pont de Vilomara i Rocafort                                         | 41° 43′ 57″ N, 1° 53′ 51″ E / 41.73237°N,1.8976°E    | IPA-36278     | Carregueu una nova foto d'aquest monument |
| Tines: Baga de les Cucoles                                   | BCIL 2006    | Obra popular XIX           | El Pont de Vilomara i Rocafort                                         | 41° 43′ 53″ N, 1° 53′ 53″ E / 41.731413°N,1.898076°E | IPA-36279     | Carregueu una nova foto d'aquest monument |
| Tines: Camí del Ventaiol                                     | BCIL 2006    | Obra popular XIX           | El Pont de Vilomara i Rocafort                                         | 41° 43′ 50″ N, 1° 53′ 35″ E / 41.73046°N,1.89307°E   | IPA-36280     | Carregueu una nova foto d'aquest monument |
| Tines: Tina del Ventaiol                                     | BCIL 2006    | Obra popular XIX           | El Pont de Vilomara i Rocafort                                         | 41° 43′ 34″ N, 1° 53′ 46″ E / 41.72614°N,1.89601°E   | IPA-36281     | Carregueu una nova foto d'aquest monument |
| Església de la Mare de Déu de la Divina Gràcia               |              | Historicisme XX            | El Pont de Vilomara i Rocafort Nucli de la vila                        | 41° 42′ 01″ N, 1° 52′ 14″ E / 41.70025°N,1.87069°E   | IPA-38429     | Església de la Mare de Déu de la Divina Gràcia (el Pont de Vilomara i Rocafort) · Vegeu més fotos d'aquest monument · Carregueu una nova foto d'aquest monument |

El pont de Vilomara està en el límit amb el municipi de Manresa, vegeu també la llista de monuments de Manresa.